# La Riera (Borredà)
La Riera és un mas al terme municipal Borredà (Berguedà) catalogat a l'Inventari del Patrimoni Arquitectònic de Catalunya. Situada dins del terme jurisdiccional dels barons de la Portella i ducs d'Híxar, és documentada des del s. XVIII, quan els seus estadants eren pagesos emfiteutes del senyoriu.
La masia de la Riera és una construcció d'estructura clàssica formada per una planta rectangular coberta a dues aigües amb el carener paral·lel a la façana, orientada a llevant. A la masia del segle xvii s'hi va afegir un cos perpendicular al segle xviii format per una nau rectangular coberta a dues aigües amb una sortida amb balcons de barana de fusta coberts pel ràfec que de la teulada. Un porxo de pedra tanca l'accés a la masia a la que s'hi entra mitjançant una porta aixoplugada amb una petita teulada. Les finestres conserven les llindes de pedra amb inscripcions i dates al·lusives a les diverses etapes constructives (1687, 1735).